# Moral Panic
Moral Panic je třetí studiové album anglické alternativní rockové kapely Nothing But Thieves. Vyšlo 23. října 2020 pod vydavatelstvím Sony Music a produkoval ho Mike Crossey.
Albu předcházelo pět singlů: hlavní singl Is Everybody Going Crazy?, vydaný 18. března 2020, Real Love Song, vydaný 23. června 2020, Unperson, vydaný dne 28. srpna 2020, Impossible, vydaný 14. září 2020, a Phobia, vydaný 16. října 2020.

## Seznam skladeb
1. Unperson (3:24)
2. Is Everybody Going Crazy? (3:57)
3. Moral Panic (3:40)
4. Real Love Song (3:42)
5. Phobia (4:04)
6. This Feels Like the End (4:02)
7. Free If We Want It (3:52)
8. Impossible (4:08)
9. There Was Sun (4:03)
10. Can You Afford to Be an Individual? (3:56)
11. Before We Drift Away (4:14)